# Кокшенская
Кокшенская — деревня в Нюксенском районе Вологодской области.
Входит в состав Нюксенского сельского поселения (с 1 января 2006 года по 8 апреля 2009 года входила в Уфтюгское сельское поселение), с точки зрения административно-территориального деления — в Уфтюгский сельсовет.
Расстояние до районного центра Нюксеницы по автодороге — 18 км. Ближайшие населённые пункты — Пожарище, Заболотье, Мартыновская.
По переписи 2002 года население — 71 человек (33 мужчины, 38 женщин). Преобладающая национальность — русские (99 %).